# Hiawathakrater
De Hiawathakrater is een inslagkrater in het noordwesten van Groenland. De krater bevindt zich ruwweg 140 kilometer ten oosten van Etah in de gemeente Avannaata. Hiawatha werd in 2015 ontdekt onder het ijs van de gelijknamige gletsjer. De krater heeft een diameter van 31 kilometer en behoort hiermee tot de 25 grootste inslagkraters op Aarde.

## Gletsjer
De Hiawathagletsjer werd in 1922 in kaart gebracht door de Deense geoloog en poolonderzoeker Lauge Koch. De tong mondt uit in het bevroren meer Alida. Volgens Koch groeide de gletsjer tussen 1917 en 1920. Daarna begon het ijs zich terug te trekken.

## Onderzoek

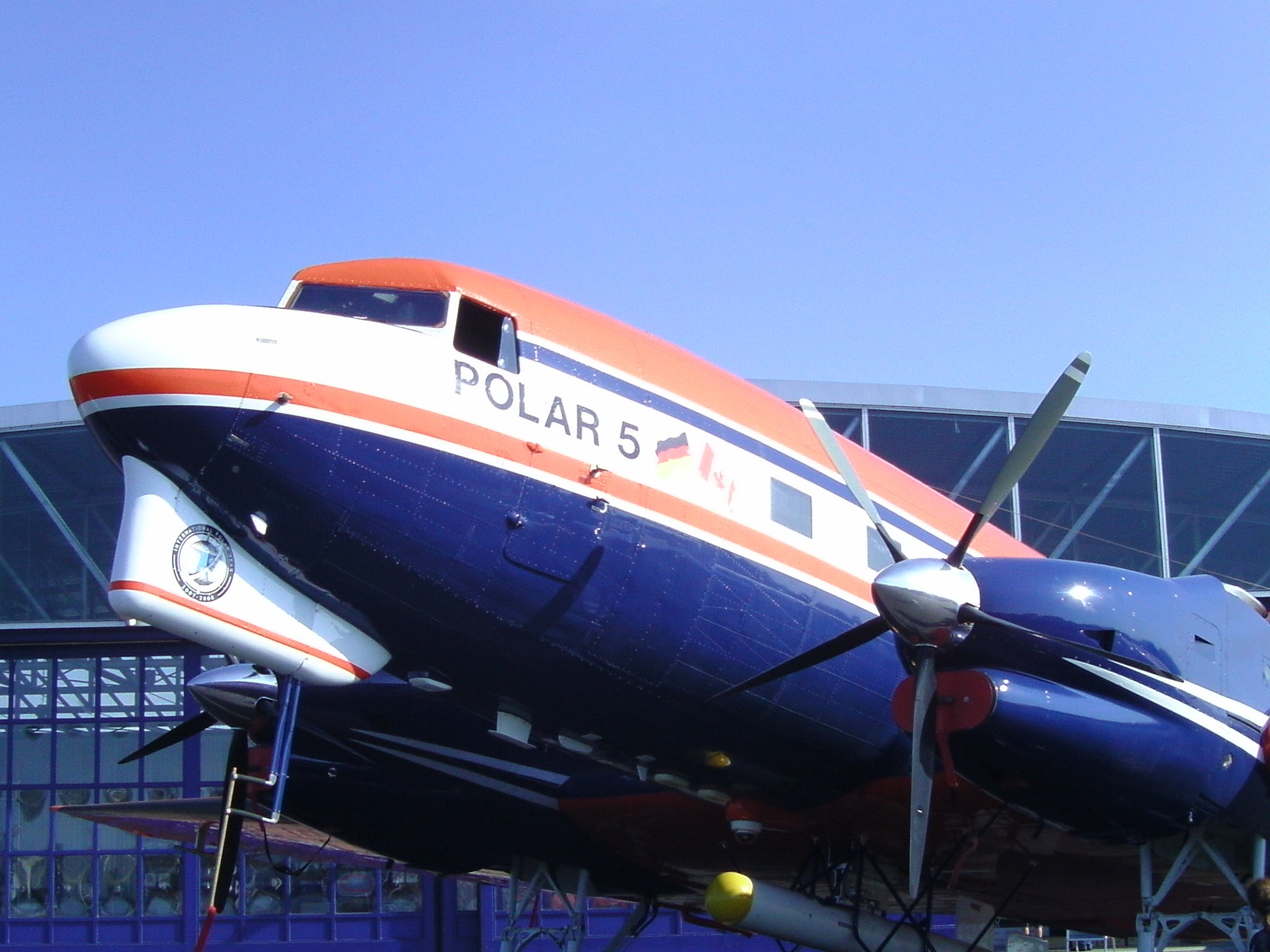
Een Basler BT-67 van het AWI. Met dit vliegtuigtype werd onderzoek gedaan naar de topografie onder het ijs in Groenland.

In juli 2015 ontdekte een internationaal team van wetenschappers onder leiding van het Center for GeoGenetik van het Statens Naturhistoriske Museum in Denemarken een ronde depressie onder het ijs van de Hiawathagletsjer in het noordwesten van Groenland. Een meteoriet in de tuin van het Geologisch Museum in Kopenhagen bracht het onderzoeksteam op het idee dat het om een inslagkrater kon gaan.
Verder onderzoek, uitgevoerd met behulp van een vliegtuig van het Duitse Alfred-Wegener-Institut uitgerust met een ijsradar, onthulde een cirkelvormige rand, een verhoging in het centrum van de depressie en andere sporen die wezen op een inslagkrater. Sediment dat verzameld werd in 2016 en 2017 bevatte geschokte kwarts, dat gevormd wordt bij extreem hoge druk. Ander sediment liet sporen van metalen zien die verraadden dat het om een inslag van een ijzermeteoriet ging. De verhoudingen van de sporen in het sediment vertoonden gelijkenis met de verhoudingen die aangetroffen zijn in fragmenten van meteorieten die zijn ingeslagen bij Kaap York. Volgens het onderzoeksteam is het niet ondenkbaar dat de meteorieten die insloegen nabij Kaap York en in wat nu de Hiawathagletsjer is, afkomstig zijn van hetzelfde object.

## Gevolgen
De inslagkrater is door Kjær et al. (2018) in verband gebracht met de Jonge Dryas, een periode van afkoeling die zo'n 13.000 jaar geleden aanving en meer dan 1.000 jaar aanhield. Schattingen van het moment waarop de krater ontstond lopen uiteen, maar met minstens 12.000 jaar oud zien voorstanders van de Jonge Dryas-theorie in de inslagkrater een veroorzaker. 
Tegenstanders van de theorie wijzen op de kleine kans dat een inslagkrater van een dergelijke omvang zo recent is kunnen ontstaan. Recenter onderzoek biedt bewijzen voor een veel oudere leeftijd voor de krater. Kenny et al. (2022) schatten de krater op 58 miljoen jaar oud, wat veel te oud is om een verband te kunnen leggen met de Jonge Dryas.